# كسر التسلسل

أحد أمثلة كسر التسلسل بلعبة سوبر ماريو برذرز عبرَ غليتش يؤدي للعالم -1

كَسْر التَّسلْسل (بالإنجليزية: Sequence breaking)‏ في ألعاب الفيديو، هوَ مُصطَلَح يُطلقُ على حالة معينة في أسلوب اللعب لمواصلة مرحلة ما أحيانًا أثناء اللعب حينما يترتبُ على اللاعبِ اتباعَ تسلسل معين مثل الحاجة إلى مفتاح لفتح باب لمواصلة المرحلة. تعتبرُ الحالة كسرًا للتسلسل عندما يجدُ اللاعبَ طريقة سرية لفتح الباب دون المفتاح ربما كالتسلق عبر نافذة أو التلاعب باللعبة قليلا. إنه القيام بالأشياء بطريقة مفاجئة لم يتوقعها مصممو اللعبة. كسر التسلسل يُستخدم في كثير من الأحيان لهزيمة اللعبة بسرعة غير عادية ( سبيد رن)، أو لهزيمتها بإكمال عدد قليل من الأهداف أو الحصول على عدد قليل من الأشياء، أو للحصول على أشياء مفيدة في بداية اللعبة، أو لجعل اللعبة أكثر صعوبة، أو لدفع اللعبة لتفجير كامل احتمالاتها الممكنة.

## تاريخ المصطلح
على الرغم من أن فكرة كسر التسلسل قد وجدت منذ بداية ألعاب الكمبيوتر المعقدة للغاية لدرجة أن لها أسلوب لعب غير متسلسل [الإنجليزية]، إلا أن أول عمل موثق في لعبة فيديو لمصطلح كسر التسلسل حدث في لعبة مترويد برايم على جهاز نينتندو غيم كيوب، في موضوع يدعى (بالإنجليزية: Gravity Suit and Ice Beam before Thardus)‏. في اللعبة، صُممَ وحش الصخور (بالإنجليزية: Thardus)‏ ليكون وحشًا من الضروري القضاء عليه قبل التمكن من الحصول على بذلة الجاذبية وَ سلاح شعاع الجليد، وَمن هنا جاءت فكرة تخطي الوحش بينما يتم الحصول على البذلة والسلاح باستعمال القفز الثلاثي، مما يوفر الوقت إذا كان الهدف هو إكمال اللعبة بأسرع وقت ممكن. عندما حقق شخص يُدعى ستيفن بانكس هذا الإنجاز في 18 يناير 2003، نشر اكتشافه على منتدى مترويد برايم على موقع غيم فاكس. جذب الموضوع عددًا من اللاعبين المهتمين، وتمت صياغة المصطلح كسر التسلسل بالصدفة. لقد ازدادت شهرة هذا المصطلح منذ ذلك الحين ويُطبق الآن في كثير من الأحيان على اختصارات غير مقصودة في أي لعبة.
أصبح المصطلح متغلغلاً لدرجة أنه بدأ يظهر في الألعاب في حد ذاتها، ومستلهمين من ألعاب مثل سوبر مترويد، قد يقوم مصممو الألعاب بإنشاء ألعابهم مع مراعاة التلاعب بالتسلسل في الاعتبار.

## أنظر أيضًا
- سبيد رن
- مترويد
- مترويد برايم
- مترويد: زيرو ميشن